# Мирон I
М́ирон I (грец. Μύρωνας Α; д\н — 606 р. до н. е.) — тиран Сікіону з 648 до 606 року до н. е. Походив з династії Орфагоридів. Переможець на колісницях 33-х Олімпійських ігор 648 року до н. е.

## Життєпис
Про життя та правління Мирона майже нічого не відомо. Він був сином Андрія, ахейського аристократа. Успадкував владу від свого брата Орфагора. Ще до того в цьому ж році став олімпіоніком з колісничних змагань. Все це сприяло підвищенню авторитета як Мирона, та й династії загалом.
В цілому Мирон I продовжував політику свого попередника з гуманного та законного ставлення до мешканців Сікіона водночас зміцнюючи свою владу — накопичуюючи багатства та формуючи армію. Ворогів у нього вистачало — це дорійські правителі Аргоса (сюди втекли скинуті Орфагором аристократи) та Пеллени. Було збудовано дві великі скарбниці з написами «Від Мирона та жителів Сікіону».
Разом з тим невідомо про великі війни за правління Мирона.

## Родина
- Аристонім, чоловік Тісандри, доньки Орфагора.